# SONG ALBUM
SONG ALBUM（ソングアルバム）は、INO hidefumi （猪野秀史）が2018年に発表した5作目のフルアルバムである。
前作『NEW MORNING』から約5年ぶりのアルバムである。
細野晴臣はじめ小西康陽、鈴木茂、林立夫、常盤響、沖祐市（東京スカパラダイスオーケストラ）、ハマ・オカモト、屈指のレコード狩猟家である馬場正道から温かいエールが贈られた2018年の問題作。

## 収録曲
1. スカイツリー Skytree（作詞：小西康陽・作曲：猪野秀史）
2. 奇蹟のランデヴー Miracle Of Rendez-vous（作詞・作曲：猪野秀史)
3. 目からうろこ Now I See It（作詞・作曲：猪野秀史）
4. 犬の散歩 Man & Dog（作詞・作曲：猪野秀史）
5. ねむれない Can't Sleep -Album Version-（作詞・作曲：猪野秀史）
6. うまれたまちで The Sound Of Waves（作詞・作曲：猪野秀史）
7. 魔法 Witchcraft（作詞・作曲：猪野秀史）
8. 東京上空3000フィート From 3000 Feet The Sky Of Tokyo（作詞：小西康陽・作曲：猪野秀史)
9. きみは眩しい You Are So Beautiful（作詞・作曲：猪野秀史)